# 꿈의 정사
"꿈의 정사"는 한국에서 제작된 최용호 감독의 1993년 영화이다. 오미경 등이 주연으로 출연하였고 이정임 등이 제작에 참여하였다.

## 출연

### 주연
- 오미경
- 신도한
- 이성진

## 기타
- 조명: 한희창
- 미술: 김남윤